# Conférence parlementaire de la mer Baltique
La Conférence parlementaire de la mer Baltique (anglais : Baltic Sea Parliamentary Conference, sigle BSPC) a été créée en 1991 en tant que forum de dialogue politique entre les parlementaires de la région de la mer Baltique.

## Présentation

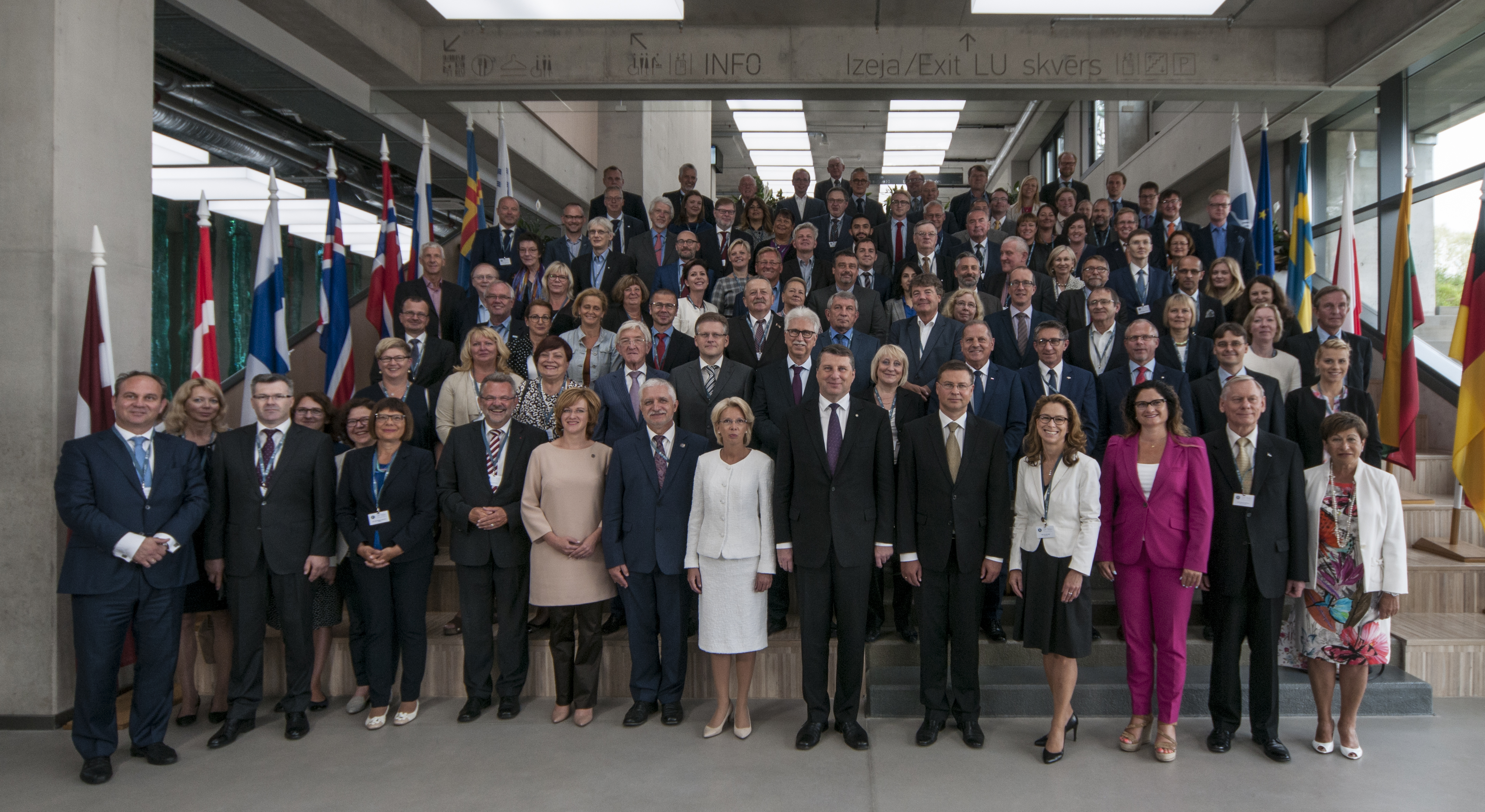
25. BSPC à Riga.

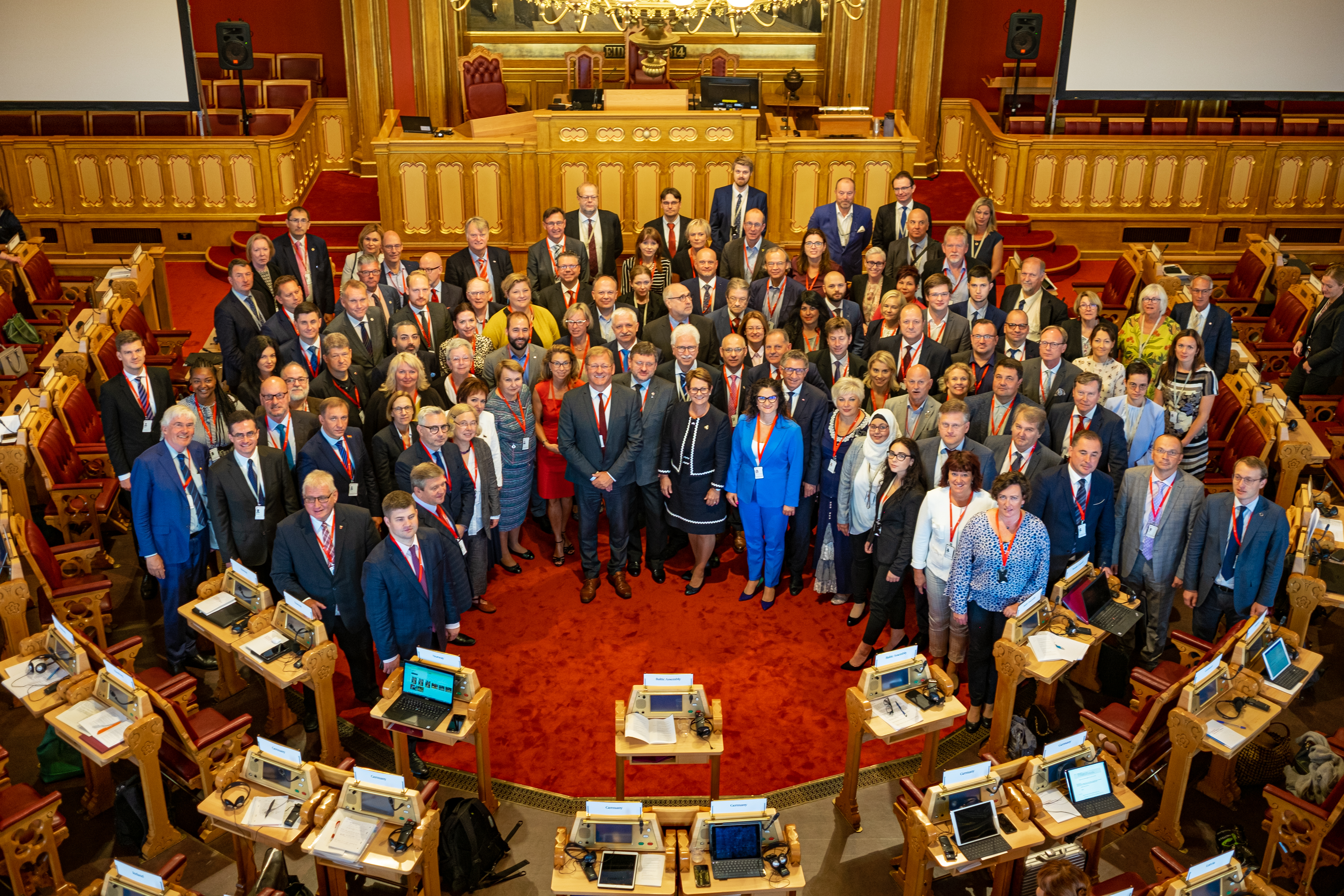
28. BSPC 2019 à Oslo.

La Conférence parlementaire de la mer Baltique a été créée en 1991.
La BSPC est l'organe de coopération des parlements des 11 pays riverains de la mer Baltique, Ses membres sont :
- 11 parlements nationaux: Islande, Lettonie, Lituanie, Norvège, Pologne, Suède, Allemagne, Finlande, Danemark, Russie et Estonie.
- 11 législatures régionales: Åland, Brême, îles Féroé, Groenland, Hambourg, région de Kaliningrad, République de Carélie, région de Leningrad, Mecklembourg-Poméranie-Occidentale, Saint-Pétersbourg et Schleswig-Holstein.
- Coopération interparlementaire: l'Assemblée balte, l'Assemblée parlementaire du Conseil de l'Europe, le Parlement européen, l'Assemblée parlementaire de l'Organisation pour la sécurité et la coopération en Europe et le Conseil nordique.

La Conférence parlementaire de la mer Baltique coopère avec le Conseil des États de la mer Baltique (CBSS), un organe intergouvernemental.
Le secrétariat de la conférence est situé au Parlement de l'État de Mecklembourg-Poméranie-Occidentale à Schwerin.

## Membres

### Membres de plein droit
| Pays                   | Blason | Drapeau                       | Parlement    | État                                         | Depuis | Relation avec l'UE | Relation avec l'OTAN |
| ---------------------- | ------ | ----------------------------- | ------------ | -------------------------------------------- | ------ | ------------------ | -------------------- |
| Danemark               |        | Drapeau du Danemark           | Folketing    | souverain                                    | 1991   | member             | membre               |
| Estonie                |        | Drapeau de l'Estonie          | Riigikogu    | souverain                                    | 1991   | membre             | membre               |
| Finlande               |        | Drapeau de la Finlande        | Eduskunta    | souverain                                    |        | membre             | Partenariat          |
| Allemagne              |        | Drapeau de l'Allemagne        | Bundestag    | souverain                                    |        | membre             | membre               |
| Islande                |        | Drapeau de l'Islande          | Alþingi      | souverain                                    | 1991   | associé            | membre               |
| Lettonie               |        | Drapeau de la Lettonie        | Saeima       | souverain                                    | 1991   | membre             | membre               |
| Lituanie               |        | Drapeau de la Lituanie        | Seimas       | souverain                                    | 1991   | membre             | membre               |
| Norvège                |        | Drapeau de la Norvège         | Storting     | souverain                                    | 1991   | associé            | membre               |
| Pologne                |        | Drapeau de la Pologne         | Parlement    | souverain                                    |        | membre             | membre               |
| Suède                  |        | Drapeau de la Suède           | Riksdag      | souverain                                    | 1991   | membre             | Partenariat          |
| Åland                  |        | Drapeau d'Åland               | Lagting      | Pays constitutif de Finlande                 | 1991   | territory          | demilitarized zone   |
| Brême                  |        |                               | Bürgerschaft | État fédéré d'Allemagne                      |        | territoire         | membre               |
| Îles Féroé             |        | Drapeau des Îles Féroé        | Løgting      | Pays constitutif de la Communauté du Royaume | 1991   | minimale           | membre               |
| Groenland              |        | Drapeau du Groenland          | Inatsisartut | Pays constitutif de la Communauté du Royaume | 1991   | PTOM               | membre               |
| Hambourg               |        |                               | Bürgerschaft | État fédéré d'Allemagne                      |        | territoire         | membre               |
| Mecklembourg-Poméranie |        |                               | Landtag      | État fédéré d'Allemagne                      | 1991   | territoire         | membre               |
| Schleswig-Holstein     |        | Drapeau du Schleswig-Holstein | Landtag      | État fédéré d'Allemagne                      | 1991   | territoire         | membre               |

### Observateurs
Les observateurs sont:
- Initiative adrian-ionienne (AII)
- Comité permanent des parlementaires de la région arctique (SCPAR)
- Conseil des ministres de la Baltique
- Forum de développement balte (en) (BDF)
- Commission de la mer Baltique (CRPM)
- Forum de la mer Baltique - Pro Baltica
- Réseau universitaire de la région de la mer Baltique (BSRUN)
- Coopération sous-régionale des États de la mer Baltique (BSSSC)
- Forum des jeunes de la mer Baltique
- Assemblée interparlementaire de la Communauté d'États indépendants (en) (CIS-IPA)
- Conseil des États de la mer Baltique (CBSS)
- Conférence des organes spécialisés dans les affaires communautaires (COSAC)
- Commission européenne
- Union fédéraliste des communautés européennes (UFCE)
- Commission d'Helsinki (HELCOM)
- Union interparlementaire (UIP)
- Forum des ONG
- Conseil nordique des ministres
- Association parlementaire du nord-ouest de la Russie (PANWR)
- Assemblée parlementaire de la coopération économique de la mer Noire (PABSEC)
- Réseau syndical de la mer Baltique (en) (BASTUN)
- Union des villes baltes (en) (UBC)
- Banque nordique d'investissement (NiB)
- Société financière nordique de l'environnement (en) (NEFCO)
- Partenariat de la dimension septentrionale en santé publique et bien-être social (en) (NDPHS)
- Conseil régional du comté de Skåne
- Processus de coopération en Europe du Sud-Est (en) (SEECP)

## Conférences
La BSPC tient une assemblée générale annuelle.
| N° | Ville             | Pays       | Début          | Fin            | Réf.   |
| -- | ----------------- | ---------- | -------------- | -------------- | ------ |
| 1  | Helsinki          | Finlande   | 7 janv. 1991   | 9 janv. 1991   |        |
| 2  | Oslo              | Norvège    | 22 avr. 1992   | 24 avr. 1992   |        |
| 3  | Varsovie          | Pologne    | 5 mai 1994     | 6 mai 1994     |        |
| 4  | Rønne             | Danemark   | 12 sept. 1995  | 13 sept. 1995  |        |
| 5  | Riga              | Lettonie   | 10 sept. 1996  | 11 sept. 1996  |        |
| 6  | Dansk             | Pologne    | 15 sept. 1997  | 16 sept. 1997  |        |
| 7  | Lübeck            | Allemagne  | 7 sept. 1998   | 8 sept. 1998   |        |
| 8  | Mariehamn         | Îles Åland | 7 sept. 1999   | 8 sept. 1999   |        |
| 9  | Malmö             | Suède      | 4 sept. 2000   | 5 sept. 2000   |        |
| 10 | Greifswald        | Allemagne  | 3 sept. 2001   | 4 sept. 2001   |        |
| 11 | Saint-Pétersbourg | Russie     | 30 sept. 2002  | 1er oct. 2002  | [ 4 ]  |
| 12 | Oulu              | Finlande   | 7 sept. 2003   | 9 sept. 2003   |        |
| 13 | Bergen            | Norvège    | 29 août 2004   | 31 août 2004   |        |
| 14 | Vilnius           | Lituanie   | 29 août 2005   | 30 août 2005   |        |
| 15 | Reykjavík         | Islande    | 3 sept. 2006   | 5 sept. 2006   |        |
| 16 | Berlin            | Allemagne  | 27 août 2007   | 28 août 2007   |        |
| 17 | Visby             | Suède      | 1er sept. 2008 | 2 sept. 2008   |        |
| 18 | Nyborg            | Danemark   | 31 août 2009   | 1er sept. 2009 |        |
| 19 | Mariehamn         | Îles Åland | 29 août 2010   | 31 août 2010   | [ 5 ]  |
| 20 | Helsinki          | Finlande   | 28 août 2011   | 30 août 2011   |        |
| 21 | Saint-Pétersbourg | Russie     | 26 août 2012   | 28 août 2012   | [ 6 ]  |
| 22 | Pärnu             | Estonie    | 25 août 2013   | 27 août 2013   | [ 7 ]  |
| 23 | Olsztyn           | Pologne    | 24 août 2014   | 26 août 2014   |        |
| 24 | Rostock           | Allemagne  | 31 août 2015   | 1er sept. 2015 | [ 8 ]  |
| 25 | Riga              | Lettonie   | 28 août 2016   | 30 août 2016   | [ 9 ]  |
| 26 | Hambourg          | Allemagne  | 3 sept. 2017   | 5 sept. 2017   | [ 10 ] |
| 27 | Mariehamn         | Îles Åland | 26 août 2018   | 28 août 2018   | [ 11 ] |
| 28 | Oslo              | Norvège    | 25 août 2019   | 27 août 2019   | [ 12 ] |
| 29 | Vilnius           | Lituanie   | 24 août 2020   | 24 août 2020   |        |
| 30 | Stockholm         | Suède      | 29 août 2021   | 31 août 2021   |        |